# 图海家族墓
图海家族墓，位于北京市朝阳区奥林匹克森林公园南园内。1986年，朝阳区人民政府将“图海家族墓碑刻”公布为“北京市朝阳区登记文物保护单位”。2013年1月，朝阳区文化委员会为“图海家族墓”立有“北京市朝阳区普查登记文物”牌。

## 简介
图海家族墓现在的所在地原是朝阳区奥运村街道龙王堂村，如今该地已为奥林匹克森林公园南园内。图海家族墓以南为龙王庙，以东为海望家族墓。
圖海，字麟洲，馬佳氏，滿洲正黃旗人。清朝順治年间曾任刑部尚書，康熙年间曾任撫遠大將軍。
图海家族墓原来位于关西庄村南，墓早已无存，仅存五通石碑、一对石狮。因为当地兴建京师园住宅区，所以石碑和石狮被迁到花虎沟，2005年初又迁到龙王堂村的龙王庙暂存。其中，图海墓的石狮起初被放置在龙王庙门前，后来又因石狮嘴部有残缺，故迁至五方桥旁边的肃慎亲王敬敏墓宫门内放置。2008年初，朝阳区文物管理部门在奥林匹克森林公园升旗广场附近的绿树林中，成燕翅状永久放置图海家族墓的五通石碑，以及在龙王庙前的林萃路发掘出土的清代龟趺一座。
现存的五通石碑均为龟趺螭首，青石素面水盘，分别为：
- 图海上三代诰封碑：位于前面（南面）。碑额阳面为汉文篆书“诰封”，碑额阴面为满文。碑身阳面为汉文，阴面为满文，没有署立碑年月。碑首雕龙戏珠，四周雕云龙，汉文碑文为：“奉天承运皇帝制曰兴朝开创业……钦服宠纶用光泉垠”。
- 图海诰封碑：位于中间左侧。碑额阳面为汉文篆书“诰封”，碑额阴面为满文。碑身阳面为汉文，阴面为满文，没有署立碑年月。
- 图海墓碑暨御祭碑：位于中间右侧。碑额阳面为汉文篆书“御制碑文”。碑身阳面顶端正中刻有印玺式汉文篆书及满文“广运之宝”，碑首题有“太子太傅都统三等公议政大臣吏部尚书中和殿大学士佐领赠少保仍兼太子太傅谥文襄图海碑”，碑文满汉合璧，落款是康熙二十二年五月。碑额阴面为汉文篆书“御祭”及满文，碑身阴面碑文满汉合璧，落款是康熙二十二年五月。
- 无字晃碑：位于后面左侧。碑阳、碑阴既无额题也无碑文。
- 诺敏诰封碑（图海之子三等公都统诺敏诰封碑）：位于后面右侧。碑额阳面有汉文篆书“诰封”及满文，碑文满汉合璧，落款是康熙二十七年十月。碑阴无额无字。
- 龟趺：位于最后面（最北面）。[1][2]